# Николина Балка
Нико́лина Ба́лка — село в Петровском районе (городском округе) Ставропольского края Российской Федерации.

## Варианты названия
- Николина-Балка[2].

## География
Село расположено в балке, окружённой со всех сторон холмами. Рядом с селом протекает река Калаус.
Расстояние до краевого центра: 84 км. Расстояние до районного центра: 15 км.

## История
Основано в 1840 году. Коренные жители села в основном потомки переселенцев из Воронежской и Полтавской губерний.
Название своё село получило, вероятно, от имени разбойника Николы, жившего с этих местах со своей шайкой.
В тех местах до 1837 года на казённой земле были основаны поначалу два хутора, упоминаемые как хутор Шульженко при Николиной Балке (5 дворов, 16 душ) и хутор Порублева (6 дворов, 34 души), а затем появился отсёлок села Петровского, которые все вместе в 1840 году стали селом.
В 1854 года село Николина Балка вместе с сёлами Малые Ягуры и Камбулат вошло в сельское общество Введенское.
В 1859 году в селе было 140 дворов и проживало 555 душ мужского пола и 506 душ женского пола.
В 1909 году в село включили хутора Фоменко и Шумайка.
В 1918 году на Ставрополье начался процесс коллективизации, не получивший достаточного развития из-за гражданской войны. После окончательного установления советской власти в регионе стали создаваться коммуны и артели, организуемые бывшими красноармейцами. В 1924 году в селе были образованы коммуна «Демобилизованный Красноармеец», сельскохозяйственное товарищество «Труд № 1», животноводческие товарищества «Племенник» и «Продуктивное».
На 1 марта 1966 года село числилось административным центром Николино-Балковского сельсовета, объединявшего 7 населённых пунктов: село Николина Балка, хутора Вознесенский, Литвиновский, Советова Балка, Сычёвский, Успенский и Шавкутовский:22—23. На 1 января 1983 года в состав сельсовета входило 3 населённых пункта: Николина Балка (центр), Вознесенский и Сычёвский:24.
До 2017 года образовывало сельское поселение село Николина Балка в составе Петровского муниципального района, преобразованного путём объединения всех упразднённых поселений в Петровский городской округ.

## Население
| 1903  | 1925  | 1926  | 1989  | 2002  | 2010  | 2012  |
| ----- | ----- | ----- | ----- | ----- | ----- | ----- |
| 3176  | ↗4288 | ↘3594 | ↘2545 | ↗2808 | ↘2657 | ↘2646 |
| 2013  | 2014  | 2015  | 2016  | 2017  | 2023  |       |
| ↘2603 | ↘2576 | ↘2535 | ↘2510 | ↗2514 | ↘2275 |       |

Национальный состав
По данным переписи 2002 года в национальной структуре населения преобладают русские (96 %).
По итогам переписи населения 2010 года проживали следующие национальности (национальности менее 1 %, см. в сноске к строке "Другие"):
| Национальность | Численность | Процент |
| -------------- | ----------- | ------- |
| Русские        | 2551        | 96,01   |
| Армяне         | 50          | 1,88    |
| Другие         | 56          | 2,11    |
| Итого          | 2657        | 100,00  |

## Инфраструктура
- Дом культуры[29]
- Детский сад № 13 «Сказка»[30]
- Средняя общеобразовательная школа № 12[31]
- Колхоз «Заветы Ленина»

## Люди, связанные с селом
- Копликов Михаил Иванович (1927) — бывший председатель колхоза «Заветы Ленина», награждён орденами: Ленина, Трудового Красного Знамени, Знак Почёта[32]

## Памятники
- Братская могила красных партизан и воинов, погибших в годы гражданской войны. 1918—1920, 1929 годы[33]
- Дом, в котором родился и жил кавалер ордена Славы трёх степеней Г. Ф. Алексеенко[34]
- Памятник воинам-землякам, погибшим в годы Великой Отечественной войны 1941—1945 гг. 1965 год[35]

## Кладбище
- Общественное открытое кладбище (ул. Почтовая, 58а). Площадь участка 70 тыс. м²[36].